# Psarocolius viridis
El conoto verde, oropéndola verde o cacique verde (Psarocolius viridis), es una especie de ave paseriforme de la familia de las ictéridos, que se encuentra en América del Sur.

## Distribución
Vive en el norte de Sudamérica, al oriente de los Andes.  Se distribuye por el norte de Brasil, Guayana Francesa, Surinam, Guyana, la mitad sur de Venezuela, el oriente y sur de Colombia y el nororiente de Ecuador y Perú. La especie no migra, pero su abundancia puede variar durante el año, probablemente debido a las fluctuaciones en la disponibilidad de frutas.

## Hábitat
Vive en los bosques de tierra firme de la Amazonia y el escudo guayanés. Permanece generalmente en la canopea, evitando asentamientos humanos y áreas deforestadas.

## Descripción

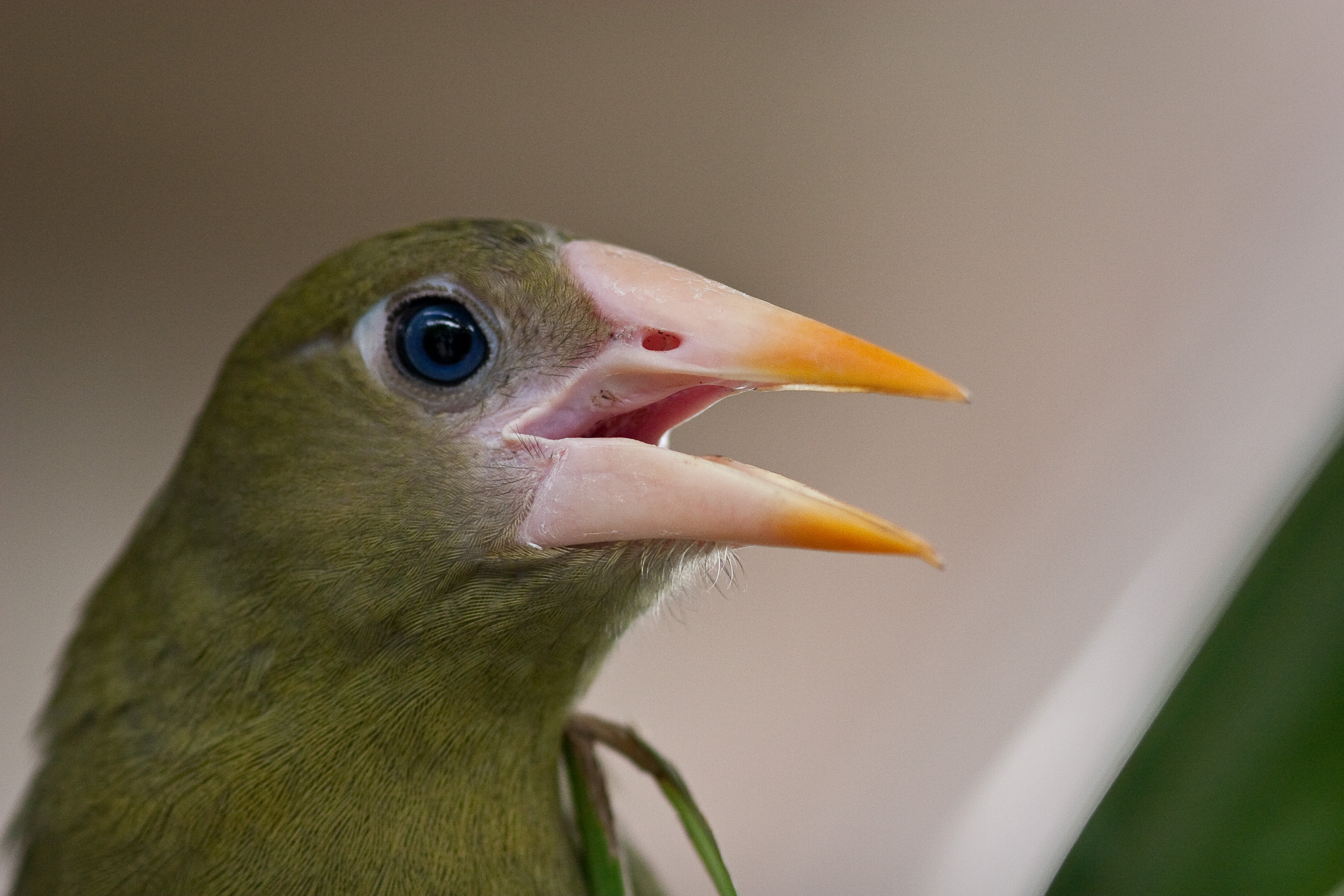
Detalle de la cabeza.

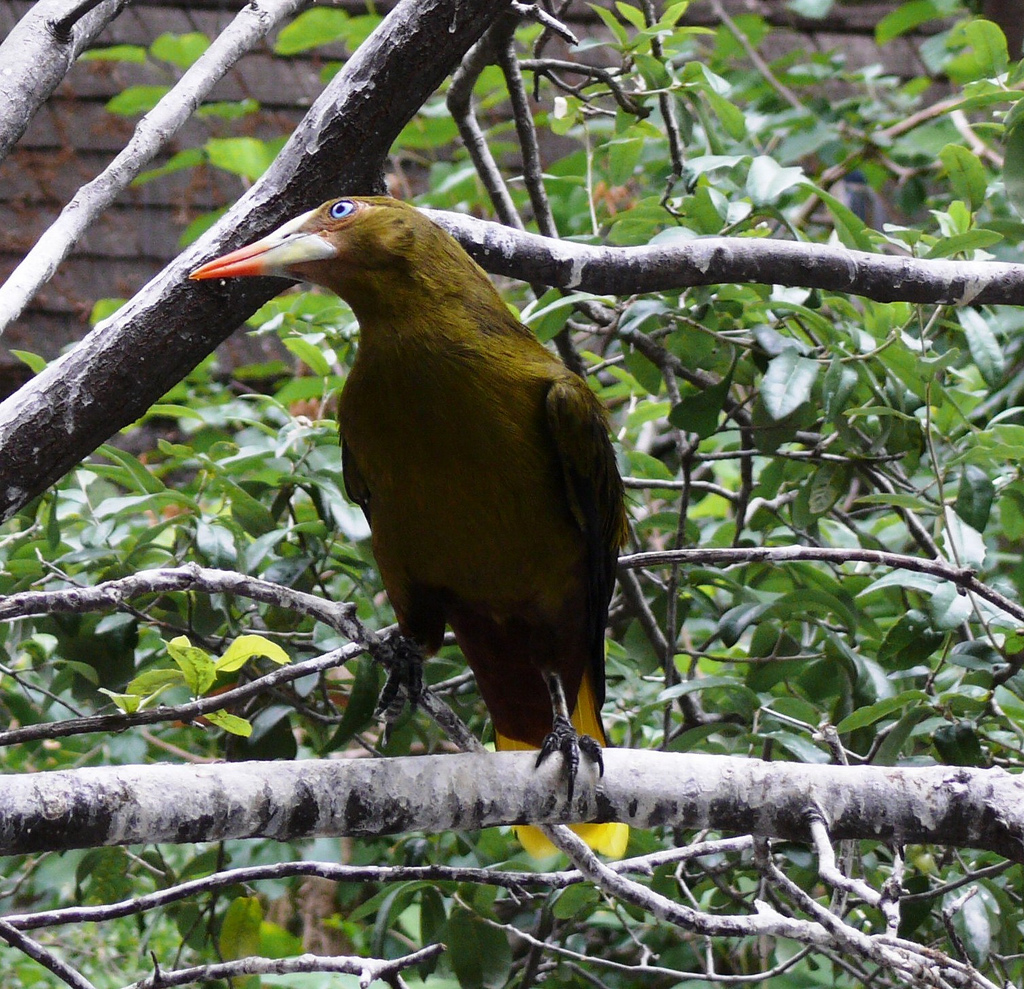
Ejemplar en el zoo de San Antonio.

El macho mide entre 46 y 51 cm de longitud y la hembra entre 36 y 38 cm.  El plumaje es verde oliva. El pico es blancuzco con la punta anaranjada.

## Nidificación
Anida en colonias con alrededor de 5 a 10 nidos, dispuestos cerca unos de otros en un área del mismo árbol. El nido está tejido con fibras vegetales que forman una canasta suspendida, que puede medir hasta 1 m de largo. El árbol seleccionado para anidar se encuentra generalmente en un estrato intermedio, claro, porque a menudo es un gran árbol cuando está maduro. En Brasil, sólo el amaranto (Peltogyne spp.) es seleccionado para la nidificación, probablemente por su tronco liso y resbaladizo, que lo hace difícil de escalar por los depredadores potenciales. El árbol de anidamiento se puede reutilizar año tras año. Solamente la hembra incuba los huevos y alimenta a los polluelos.

## Comportamiento
Permanece en banda grandes y bastante ruidosas, fáciles de ver, a veces formadas por decenas de individuos. Se observa con mayor frecuencia cerca de las colonias durante la anidación. También se observa en vuelo sobre la selva y por encima de los claros del bosque, por la mañana temprano o al atardecer. Un macho suele estar presente en cada colonia y defiende su rango frente a otros machos. Pasa la mayor parte de su tiempo cerca de la colonia, desfilando y gritando en la parte superior de los árboles.